# فواز (اسم)
فواز هو اسم علم شخصي مذكر عربي، أصل الاسم هو من كلمة فوز وهو مبالغة لكلمة فائز.

## الشخصيات
- فواز جرجس عالم سياسة لبناني أمريكي
- فواز الحساوي رجل أعمال كويتي
- فواز طوقان شاعر وكاتب فلسطيني أردني
- فواز بن عبد العزيز آل سعود أمير ورجل أعمال سعودي
- فواز القرني لاعب كرة قدم سعودي